# Peter von Osburg
Peter von Osburg († 1439 (unsicher)) war ein Ritter des 15. Jahrhunderts. Er schenkte der Stadt Grevenmacher am 24. Oktober 1418 einen Teil seines Gutshofs, um diesen als Bürgerhospital nutzen zu können. Laut einer Plakette am Hospital aus dem Jahr 1939 starb Peter von Osburg 1439.
Verheiratet war er mit einer adligen Luxemburgerin.